# Профессиональная ассоциация гольфистов
Профессиональная ассоциация гольфистов (англ. Professional Golfers Association) - это обычное название для профессиональной ассоциации гольфа. В мире существует несколько одноимённых ассоциаций, в том числе:
- Профессиональная ассоциация гольфистов Великобритании и Ирландии
- Профессиональная ассоциация гольфистов Америки

Женским эквивалентом организации является женская профессиональная ассоциация гольфа (англ. Ladies Professional Golf Association, LPGA). Ассоциация Соединенных Штатов называется LPGA. Другие женские организации имеют территориальные обозначения в их именах, как LPGA Японии или LPGA Кореи.
Организации, которые запустили два ведущих мировых профессиональных гольф-тура, имеют инициалы PGA в своих именах, но сейчас они не зависят от профессиональной ассоциации гольфистов:
- Тур PGA (который управляет туром PGA (англ. PGA Tour), туром чемпионов (англ. Champions Tour) и общенациональным туром (англ. Nationwide Tour))
- Европейский тур PGA (который управляет европейским туром (англ. European PGA Tour), Challenge туром (англ. Challenge Tour) и европейским туром ветеранов (англ. European Seniors Tour))